# II wojna domowa w Sudanie
II wojna domowa w Sudanie – konflikt, który rozpoczął się w 1983, choć był w dużej mierze kontynuacją I wojny domowej w Sudanie, trwającej od 1955 do 1972. Walki trwały w przeważającej części w południowym Sudanie; sam konflikt był jedną z najdłużej trwających i śmiercionośnych wojen XX wieku.  W Sudanie Południowym zginęło około 1,5 miliona cywilów, a ponad 4 miliony zostało zmuszonych do opuszczenia swoich domów. Śmiertelność wśród mieszkańców cywilnych była najwyższa od czasów II wojny światowej. Konflikt zakończył się oficjalnie w styczniu 2005, wraz z podpisaniem porozumienia pokojowego w stolicy Kenii, Nairobi.

## Geneza konfliktu
Konflikt ma źródła w wielowiekowych walkach pomiędzy południowym Sudanem, w większości zamieszkałym przez ludność wyznającą chrześcijaństwo lub animalizm, a islamską północą arabską. Królestwa powstałe w oparciu o Nil wielokrotnie toczyły wojny z plemionami zamieszkującymi południowy Sudan. Co najmniej od XVIII wieku próbowano przejąć tereny obfite w pastwiska, umożliwiające wypas bydła.
Gdy Sudan został włączony w obręb Imperium Brytyjskiego jako kolonia, administracja w północnych i południowych prowincjach była prowadzona oddzielnie, powodując dalsze podziały wśród ludności. Południowa część kraju była bardziej podobna do innych kolonii wschodniej Afryki – Kenii, Tanganiki czy Ugandy; natomiast północny Sudan miał więcej wspólnego z arabskim Egiptem.
Jednak w 1946 administracja brytyjska rozpoczęła próbę integracji obu regionów. Arabski został językiem urzędowym na terenie całego kraju. Południowa elita, mówiąca w języku angielskim, zaakceptowała zmianę pod warunkiem szerokiej autonomii oraz własnego rządu. Po dekolonizacji większość władzy pozostała w rękach północnych elit z siedzibą w Chartumie, wywołując niezadowolenie na południu.
W 1955 rozgoryczenie spowodowane dominacją muzułmanów arabskich doprowadziło do buntu wśród żołnierzy w południowej prowincji Ekwatoria. Rebelianci zarzucali rządowi w Chartumie niewywiązanie się z obietnicy złożonej Wielkiej Brytanii – stworzenia systemu federalnego. Przez następne 17 lat w południowych prowincjach dochodziło do wielu protestów społecznych oraz postulatów żądających autonomii regionalnych lub bezwarunkowych secesji.
Kolejnym czynnikiem konfliktogennym było nierównomierne występowanie zasobów naturalnych w Sudanie, w którym to właśnie na południu istnieją znaczne zasoby ropy naftowej. Przychody ze sprzedaży ropy stanowiły około 70% eksportu Sudanu. Ze względu na liczne dopływy Nilu i większą liczbę opadów, a tym samym większy dostęp do wody, ziemia w Sudanie Południowym jest bardziej urodzajna w przeciwieństwie do północy kraju, znajdującej się na skraju Sahary. Chęć północy do kontroli nad tymi zasobami, a na południu sprzeciw i ochrona własnych zasobów w dużej mierze przyczyniła się do wojny. Równolegle w czasie trwania konfliktu dochodziło do starć między głównymi plemionami południa, Dinków i Nuerów.

## Rozpoczęcie konfliktu

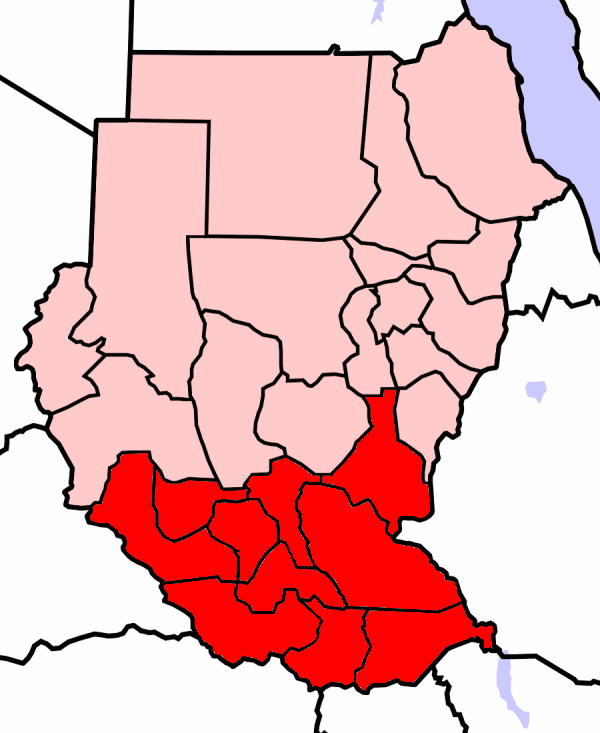
Sudan Południowy

Ten chroniczny stan rebelii wobec rządu centralnego został zawieszony w 1972, po podpisaniu w Addis Abebie porozumienia przyznającego mieszkańcom południowego Sudanu szeroką autonomię w sprawach wewnętrznych. W 1976, po nieudanym zamachu stanu, o którego przygotowanie oskarżono wywiad libijski, Sudan zerwał stosunki dyplomatyczne z Trypolisem. Wzmożono także represje wobec opozycji. W 1983, w ramach kampanii islamizacji kraju, prezydent Dżafar Muhammad an-Numajri zadeklarował przekształcenie Sudanu w republikę islamską; dzieląc południowe prowincje na trzy regiony i jednocześnie wprowadzając islamskie prawo szariatu na tym obszarze. Posunięcie to było kontrowersyjne nawet wśród społeczności muzułmańskiej. 26 kwietnia 1983 prezydent an-Numajri ogłosił stan wyjątkowy, po części w celu zapewnienia przestrzegania prawa szariatu. Większość zagwarantowanych konstytucyjnie praw podstawowych zostało zawieszonych. Na północy w nagłych wypadkach sądy orzekały w sprawach karnych w trybie przyśpieszonym. Osoby wyznające inne religie niż islam również zostały poddane tym restrykcjom. Wydarzenia te doprowadziły do wznowienia wojny domowej.
Ludowa Armia Wyzwolenia Sudanu (SPLA) została założona w 1983 jako ruch partyzancki działający na południu kraju, którego członkowie rekrutowali się głównie spoza kręgów arabskich. Głównym celem SPLA była walka przeciwko władzy centralnej oraz próba ustanowienia niezależnego państwa w południowym Sudanie pod kierownictwem tejże grupy. Jej liderem oraz założycielem był John Garang. Grupa pierwotnie składała się głównie z dezerterów z armii sudańskiej. Partyzantka niemal natychmiast uzyskała wsparcie oraz możliwość utworzenia baz w Etiopii rządzonej przez Mengystu Hajle Marjama (było to m.in. odpowiedzią na wsparcie Sudanu dla erytrejskich separatystów). We wrześniu 1984 prezydent Numajri ogłosił koniec stanu wyjątkowego oraz koniec przyśpieszonych rozpraw sądowych, jednakże wkrótce zostały uchwalone nowe prawa dotyczące postępowań sądowych, legalizujące wiele praktyk które były stosowane w czasie stanu wyjątkowego. Pomimo publicznych zapewnień prezydenta, że prawa niemuzułmanów będą respektowane, mieszkańcy południa oraz dysydenci pozostali niechętni władzy w Chartumie.

### Dostawy broni
Sudan pozyskiwał broń dla swoich wojsk z różnych krajów. Po uzyskaniu niepodległości, głównym dostawcą broni wraz ze szkoleniami była Wielka Brytania. Jednak w wyniku wojny sześciodniowej w 1967, stosunki między oboma krajami uległy ochłodzeniu, podobnie jak i ze Stanami Zjednoczonymi oraz Republiką Federalną Niemiec.
Od 1968 do 1972, ze Związku Radzieckiego, jak i z państw bloku wschodniego płynęła duża pomoc militarna, wraz z pomocą techniczną i szkoleniami dla wojsk Sudanu. W tym czasie liczebność wojska wzrosła z około 18 000 do 50 000 ludzi. Duża liczba czołgów, samolotów oraz artylerii została nabyta i wprowadzona do użycia do końca 1980.
Do ochłodzenia stosunków między obiema stronami doszło po zamachu stanu w 1972, wtedy też rząd w Chartumie rozpoczął dążenie do dywersyfikacji swoich dostawców. Związek Radziecki pozostał głównym dostawcą broni do 1977, kiedy to jawne poparcie marksizującej Etiopii względem południowosudańskich rebeliantów doprowadziło do zerwania współpracy z sudańskim rządem. Wtedy też Chińska Republika Ludowa stała się głównym dostawcą uzbrojenia.
Także sąsiedni Egipt był ważnym partnerem wojskowym w latach 70., zapewniając dostęp do rakiet, sprzętu wojskowego i załogi tankowców.
Dostawy broni z zachodnich krajów zostały wznowione w połowie lat 70. Stany Zjednoczone rozpoczęły sprzedaż broni około 1976, chcąc przeciwdziałać sowieckiemu wsparciu dla Etiopczyków i Libijczyków.

## 1985–1991

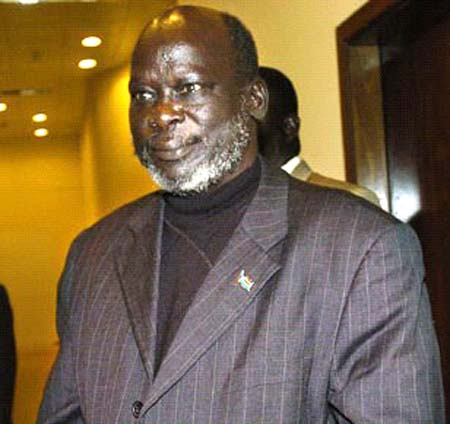
John Garang, założyciel oraz przywódca Ludowej Armii Wyzwolenia Sudanu

Początek 1985 przyniósł poważne niedobory paliwa i chleba w Chartumie, rosnące siły rebelii na południu, suszę, głód oraz coraz trudniejsze warunki życia. Na początku kwietnia, podczas nieobecności prezydenta Numajriego w kraju, w odpowiedzi na wzrost cen chleba i innych produktów wybuchły masowe demonstracje.
6 kwietnia kilku wyższych oficerów wojskowych, którym przewodził gen. Abd ar-Rahman Siwar az-Zahab przeprowadziło zamach stanu. Wśród pierwszych dekretów nowego rządu było zawieszenie konstytucji z 1983, uznającej Sudan za islamskie państwo oraz rozwiązania partii prezydenta Numajriego – Sudańskiej Unii Socjalistycznej (ang. Sudan Socialist Union, SSU)
Jednakże ustawy wprowadzające prawo szariatu nie zostały zawieszone. Powołano 15-osobową wojskową radę przejściową pod przewodnictwem gen. Suwar ad-Dahaba. W porozumieniu z nieformalną konfederacją partii politycznych, związków zawodowych, organizacji zawodowych, znanej jako „Gathering”, konfederacja ta mianowała tymczasową radę ministrów pod przewodnictwem premiera Al-Dżazuli Dafalla.
Wybory odbyły się w kwietniu 1986, wojskowa rada zrzekła się zgodnie z obietnicą władzy na rzecz legalnie wybranego rządu. Nowy rząd kierowany przez premiera Sadika al-Mahdiego z Partii Umma, składał się z koalicji partii Umma, Demokratycznej Partii Unionistów (DUP) (dawniej Partii Narodowo-Unionistycznej, NUP) Islamskiego Frontu Narodowego (NIF) oraz kilku innych partii z południa. Koalicja ta rozwiązywała się i ponownie powstawała kilka razy w ciągu najbliższych kilku lat, z Sadikiem al-Mahdim i jego partią Umma na czele.
W maju 1986 rząd Sadika al-Mahdiego rozpoczął negocjacje pokojowe z Ludową Armią Wyzwolenia Sudanu (SPLA), kierowaną przez płk. Johna Garanga. W tym samym roku SPLA oraz wiele innych partii politycznych Sudanu spotkało się w Etiopii oraz wystosowało wspólnie deklarację „Koka Dam”, wzywającą do zniesienia islamskiego prawa konstytucyjnego i zwołania konferencji. W 1988 SPLA i DUP zgodziła się na plan pokojowy, zakładający zniesienie paktów wojskowych z Egiptem i Libią, zamrożenie prawa islamskiego (szariatu), zakończenie stanu wyjątkowego wraz z zawieszeniem broni. Plan przewidywał także zwołanie Zgromadzenia Konstytucyjnego.
W tym okresie wojny domowej wzrosła liczba zabitych, a stan gospodarki nadal się pogarszał. Gdy w 1988 ceny podstawowych towarów zostały podniesione, doszło do zamieszek, w wyniku których podwyżki anulowano. Gdy premier Sadik al-Mahdi odmówił zatwierdzenia planu pokojowego osiągniętego przez Demokratyczną Partię Unionistów (DUP) i SPLA w listopadzie 1988, DUP opuścił rząd. Nowy rząd składał się zasadniczo z partii Umma i islamskich fundamentalistów z Islamskiego Frontu Narodowego (NIF).
W lutym 1989 wojsko postawiło ultimatum premierowi Sadikowi al-Mahdiemu – mógł podpisać porozumienie pokojowe lub zostać pozbawiony władzy siłą. Premier zdecydował się powołać nowy rząd z DUP i podpisał porozumienie wynegocjowane przez SPLA/DUP. Zgromadzenie Konstytucyjne było wstępnie planowane na wrzesień 1989.
Jednakże 30 czerwca 1989 kilku oficerów wojskowych pod przewodnictwem płk. Umara al-Baszira dokonało zamachu staniu. Przy wsparciu Islamskiego Frontu Narodowego rozwiązano rząd, na którego miejsce powstała muzułmańsko-arabska junta wojskowa składająca się z 15 funkcjonariuszy (zmniejszona do 12 w 1991). Umar al-Baszir został jednocześnie prezydentem, premierem i szefem narodowych sił zbrojnych.
Nowy rząd zakazał działalności związkom zawodowym, partiom politycznym oraz innym „niereligijnym” instytucjom. Około 78 000 członków wojska, policji i administracji cywilnej zostało usuniętych ze stanowisk w celu przekształcenia instytucji podległych rządowi.
W marcu 1991 został wprowadzony nowy kodeks karny, zakładający zbiorową odpowiedzialność za indywidualne przestępstwa oraz drakońskie kary, tj. ukamienowanie, krzyżowanie czy amputacje rąk i nóg. Chociaż oficjalnie prowincje południowe były zwolnione z tych sankcji islamskich, ustawa z 1991 przewidywała możliwość przyszłego stosowania tego prawa na południu. W 1993 rząd rozpoczął przenoszenie wszystkich niemuzułmańskich sędziów z południa na północ, zastępując ich muzułmańskimi odpowiednikami.

## 1991–2001
Szacuje się, że aż 200 tys. mieszkańców południowego Sudanu zostało wziętych do niewoli, głównie podczas najazdów wojsk północnych na miasteczka i wsie. Pod pretekstem walki z rebeliantami rząd Sudanu rozmieścił na południu milicje oraz regularne siły zbrojne, które miały za zadanie notoryczne ataki i rajdy na wioski w celu pozyskania niewolników i bydła.
SPLA kontrolowało kilka dużych obszarów takich jak Ekwatoria, Bahr al-Ghazal oraz A’ali an-Nil; prowadziła także operacje w południowej części Darfuru, Kordofanu czy dorzeczu Nilu Błękitnego. Pod kontrolą rządu było kilka największych miast leżących ma południu, w tym Dżuba, Wau oraz Malakal. Nieformalne zawieszenie broni trwające od maja, zostało pogwałcone w październiku 1989.
W sierpniu 1991, w wyniku wewnętrznej niezgody pomiędzy rebeliantami, przeciwnicy pułkownika Garanga utworzyli stojący w opozycji do SPLA – Ruch Niepodległości Sudanu Południowego. Na czele organizacji stanęli Riek Machar i Lam Akol.
Usama ibn Ladin i jego organizacja Al Kaida przeniosła się do Sudanu w 1991. To tutaj doszło do pierwszych zamachów terrorystycznych przeprowadzonych przez Al Kaidę.
W latach 1990–1991 rząd Sudanu popierał Saddama Husajna podczas wojny w Zatoce Perskiej. To wymusiło rewizje postawy Stanów Zjednoczonych wobec Sudanu. Administracja George’a Busha wstrzymała inwestycje oraz zatrzymała dopływ gotówki z sąsiednich krajów. USA rozpoczęły izolację Sudanu na arenie międzynarodowej.
We wrześniu 1992 William Nyuon Bany utworzył drugi odłam rebeliantów, a w lutym 1993, pod przewodnictwem Kerubino Kwanyin Boli powstała trzecia rebeliancka frakcja. 5 kwietnia 1993 trzy dysydenckie frakcje rebeliantów ogłosiły powstanie koalicji podczas konferencji prasowej Nairobi.
Od 1993 przywódcy Erytrei, Etiopii, Ugandy i Kenii rozpoczęli realizowane inicjatywy na rzecz pokoju w Sudanie pod egidą Międzyrządowej Organizacji Rozwoju (IGAD), jednakże inicjatywa ta nie odniosła spodziewanych rezultatów. Mimo niepowodzeń, IGAD sporządziło 1994 Deklarację zasad (DOP), której celem było określenie podstawowych elementów niezbędnych do sprawiedliwego i pokojowego rozstrzygnięcia konfliktu, tj. stosunek między religią a państwem, podziału władzy, podziału majątku, oraz prawa do samorządności na południu. Rząd Sudanu nie podpisał DOP do 1997, gdy go do tego zmusiła seria przegranych bitew z SPLA.
W 1995 koalicja wewnętrznych oraz zagranicznych partii opozycyjnych z północy i południa utworzyła Narodowy Sojusz Demokratyczny (NDA), jako główną organizację antyrządową, która mogłaby doprowadzić do wybuchu kolejnej wojny domowej, tym razem na północy.
W 1996 Osama bin Laden został wydalony z Sudanu, a jego organizacja przeniosła się do Afganistanu.
W 1997 rząd podpisał szereg umów z koalicją rebeliantów kierowaną przez byłego porucznika Rieka Machara, pod hasłem „Pokój z Within”. Porozumienie obejmowało prowincje Chartum, rebeliantów z Gór Nubijskich oraz miasto Kodok (Faszoda), zakładało ono zakończanie konfliktu zbrojnego z rządem lub współpracę rebeliantów w walce przeciwko SPLA. Wielu przywódców rebeliantów przeniosło się do Chartumu, gdzie rozpoczęło marginalną pracę w administracji centralnej lub współpracowało z rządem w operacjach wojskowych. Porozumienie zostało podpisane równolegle z Deklaracją Zasad (DOP) proponowaną przez IGAD.
W lipcu 2000 powstała libijsko-egipska inicjatywa wzywająca do stworzenia rządu tymczasowego, podziału władzy, reformy konstytucyjnej oraz wolnych wyborów. Przywódcy południa sprzeciwili się tej inicjatywie, ponieważ nie zawierała kwestii relacji między religią a państwem oraz prawa samostanowienia dla południa. Została także skrytykowana jako bardziej ukierunkowana na ochronę interesów bezpieczeństwa Egiptu, dążącego do jedności w Sudanie.

## Pomoc zagraniczna

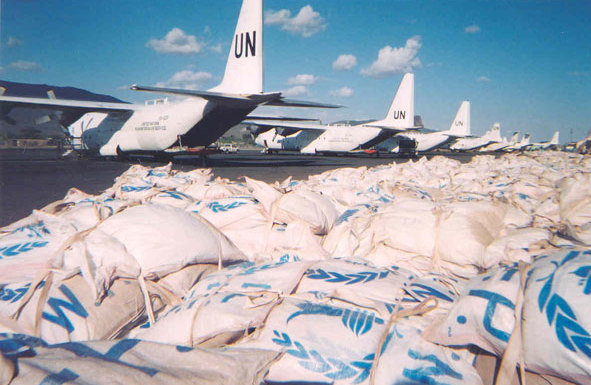
Pomoc humanitarna dla Sudanu w ramach Operation Lifeline Sudan (OLS)

W marcu 1989 rząd Sadika al-Mahdiego uzgodnił z Organizacją Narodów Zjednoczonych oraz ofiarodawcami szczegóły planu o nazwie Operation Lifeline Sudan (OLS), w ramach którego ok. 100 tys. ton żywności zostanie dostarczonych obu walczącym stronom. Faza druga operacji została zatwierdzona przez rząd, jak i SPLA w marcu 1990. W 1991 Sudan nawiedziła dwuletnia susza, powodując niedobór żywności w całym kraju.
USA, ONZ oraz wiele innych krajów próbowało wspomóc i skoordynować pomoc międzynarodową zarówno dla północnego, jak i południowego Sudanu. Jednakże ze względu na łamanie praw człowieka przez Sudan oraz proiracką politykę wobec wojny w zatoce perskiej, zdobycie środków humanitarnych dla Sudanu było utrudnione.

## Porozumienie
W 2003, podczas rozmów pokojowych między rebeliantami a rządem, poczyniono znaczne postępy. Na początku 2004 obie strony uzgodniły, że w wyniku ostatecznego traktatu pokojowego, południowy Sudan będzie cieszyć się szeroką autonomią przez okres sześciu lat, a po upływie tego czasu, odbędzie się referendum w sprawie niepodległości.
Ponadto dochody ze sprzedaży ropy naftowej zostaną podzielone równo pomiędzy rządem a rebeliantami w ciągu sześcioletniego okresu przejściowego. Chęci strony rządowej, aby spełnić te obietnice, zostały zakwestionowane przez niektórych obserwatorów, także status trzech centralnych i wschodnich prowincji pozostał nierozstrzygnięty podczas negocjacji.
Umowa została podpisana w dniu 9 stycznia 2005 w Nairobi. Traktat pokojowy zakłada:
- Sześcioletnią autonomię dla Sudanu Południowego, a następnie referendum w sprawie niepodległości[2].
- Obie strony konfliktu połączą swoje siły zbrojne oraz zredukują do 39 000 żołnierzy po upływie sześciu lat, jeżeli w referendum zwyciężą przeciwnicy secesji.
- Przychody z pól naftowych zostaną podzielone po połowie[2].
- W razie fiaska referendum ludność południa ma uzyskać sprawiedliwą reprezentację w rządzie centralnym (30% stanowisk) i południowych prowincjach (45% stanowisk). Nie zostanie również objęta szariatem[2].

## Konsekwencje humanitarne konfliktu
Trwająca wojna domowa wymusiła ucieczkę ponad 4 milionów mieszkańców południa. Niektórzy uciekli do większych miast, jak Dżuba, inni uciekli daleko na północ, a nawet do Etiopii, Kenii, Ugandy czy Egiptu. Osoby te nie były w stanie zdobywać żywność lub zarabiać na siebie, w wyniku czego niedożywienie i głód stały się powszechne. W ciągu 21 lat w konflikcie zginęło ok. 1,5 mln ludzi.
Brak inwestycji na południu kraju spowodował pojawienie się tzw. „straconych pokoleń”, nie posiadających możliwości edukacyjnych, dostępu do podstawowych usług opieki zdrowotnej i niskiej perspektywy produktywnego zatrudnienia w małych i słabych gospodarkach na południu lub północy.
Porozumienie osiągnięte w 2005 nie obejmowało konfliktu w Darfurze.

## Front Wschodni (organizacja)

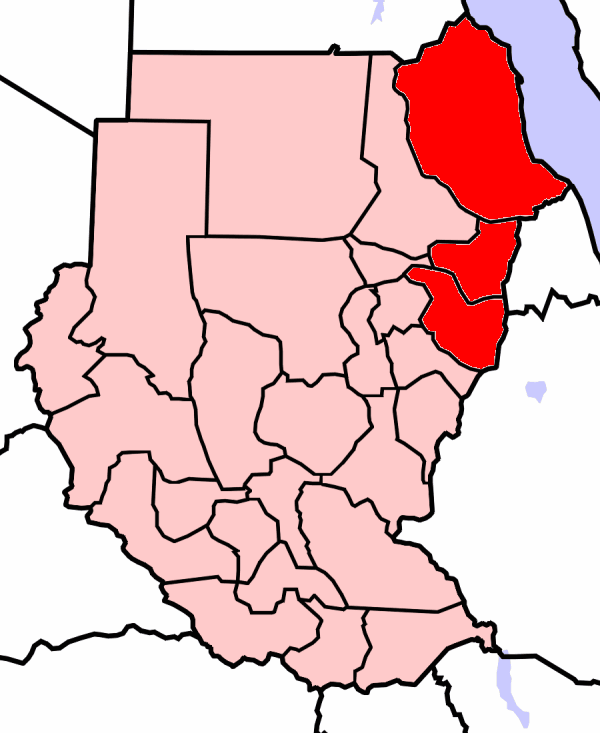
Trzy prowincje w których działalność prowadzili rebelianci

Jest to koalicja grup zbrojnych działających we wschodnim Sudanie przy granicy z Erytreą. Właśnie z tej organizacji w styczniu 2005 wystąpiła Sudańska Ludowa Armia Wyzwolenia, która podpisała porozumienie kończące II wojnę domową w Sudanie.
Członkowie Frontu Wschodniego protestują przeciwko nierównościom w redystrybucji zysków z wydobycia ropy naftowej czerpanych przez rząd w Chartumie. Grozili oni przerwaniem dostaw ropy ze złóż do portu morskiego w Port Sudan oraz zaatakowaniem planowanej budowy drugiej rafinerii ropy naftowej w tym mieście. Władze Sudanu zareagowały wzmocnieniem obecności wojsk w tej części kraju.
Wsparcie Frontowi udzielały początkowe władze Erytrei, ale później postanowiły one wspomóc obie strony w rozwiązaniu konfliktu. W połowie 2006 władze Sudanu oraz przedstawiciele Frontu rozpoczęli dwustronne negocjacje w Asmarze, które 14 października 2006 zakończyły się podpisaniem porozumienia pokojowego. Zakłada ono podział władzy i zysków z ropy naftowej na poziomie regionalnym i krajowym oraz przyszłe połączenie trzech stanów Morze Czerwone, Kassala i Al-Kadarif w jedną jednostkę administracyjną.